# RTF
富文本格式（Rich Text Format）即RTF格式，又称多文本格式，是由微软公司开发的跨平台文档格式。大多数的文字处理软件都能读取和保存RTF文档。

## 文档示例
以下RTF代码：
```
{\rtf1\ansi
Hello!\par
This is some {\b bold} text.\par
}
```

在文字处理软件中将显示为如下效果：

Hello!

This is some bold text.

反斜线符号（\）标志着RTF控制代码开始。代码\par表示开始新的一行，代码\b将文本以粗体显示。花括号{和}定义一个群组。上述例子中使用了一个群组来限制代码\b的作用范围。合法的RTF文档是一个以代码\rtf开始的群组。

## 歷史及標準
作為微軟公司的標準文件，早期外界需要向微軟付款數十美元，才能購買一本薄薄的RTF標準文件。不過随着採用RTF格式標準的軟件愈來愈多，RTF格式也愈來愈普遍，微軟公司就把標準文件公開，放在網上供開發者下載。
RTF 的標準握在微軟公司手裏。最新版本為2008年的 1.9.1 版，包括了 Office 2007 新增的功能。微軟現已不再對 RTF 規格作更新，Word 2010 或以後版本新增的功能，無法正確儲存到 RTF 格式。
現時可供下載的各個RTF版本標準文件如下：
- RTF 1.9.1 specification（页面存档备份，存于） (March 2008)
- RTF 1.8 specification（页面存档备份，存于） (April 2004)
- RTF 1.6 specification（页面存档备份，存于） (May 1999)
- RTF 1.5 specification（页面存档备份，存于） (April 1997)
- RTF 1.3 and 1.5 specifications（页面存档备份，存于）
- RTF 1.0 specification（页面存档备份，存于） (June 1992)

## 支持软件
- WordPad（Microsoft Windows）/ 文本編輯（Mac OS）
- Microsoft Word
- Apache OpenOffice / LibreOffice
- WPS Office
- EIOffice